# Koreanischer Zürgelbaum
Der Koreanische Zürgelbaum (Celtis koraiensis) ist ein kleiner Laubbaum aus der Gattung der Zürgelbäume in der Familie der Hanfgewächse (Cannabaceae). Die Gattung Celtis wird häufig auch der Familie der Ulmengewächse (Ulmaceae) zugeordnet. Das Verbreitungsgebiet der Art umfasst die Koreanische Halbinsel und den Norden Chinas. 

## Beschreibung
Der Koreanische Zürgelbaum ist ein bis zu 15 Meter hoher, laubabwerfender Baum mit dunkelgrauer Stamm-Rinde. Die Zweige sind hellbraun und anfangs behaart, verkahlen jedoch später und sind mit kleinen, elliptischen Korkporen bedeckt. Die Winterknospen sind braun und 2 bis 4 Millimeter lang. 
Die Laubblätter haben einen 0,5 bis 1,5 Zentimeter langen Stiel. Die Blattspreite ist 7 bis 12 Zentimeter lang und 3,5 bis 10,0 Zentimeter breit, rundlich-eiförmig bis breit-eiförmig, kurz zugespitzt mit abgerundeter bis schwach herzförmiger Basis und grob gezähnt mit verlängerten Zähnen an der Blattspitze. Die Blattoberseite ist kahl und dunkel graugrün, die Unterseite ist ebenfalls kahl oder etwas an den Nerven behaart. Es werden drei bis vier Paar Blattadern ausgebildet.
Die Früchte wachsen auf 1,5 bis 2,5 Zentimeter langen Stielen. Sie sind kugelig-ellipsoid, 1,0 bis 1,3 Zentimeter groß und dunkelorange. Der Steinkern ist graubraun, eiförmig-elliptisch und hat etwa 8 Millimeter Durchmesser. 
Die Art blüht von April bis Mai, die Früchte reifen von September bis Oktober.
Die Chromosomenzahl beträgt 2n = 20.

## Verbreitung und Standort
Das natürliche Verbreitungsgebiet liegt in der gemäßigten Zone Asiens auf der Koreanischen Halbinsel und in China in den Provinzen Anhui, Gansu, Hebei, Henan, Jiangsu, Liaoning, Shaanxi, Shandong und Shanxi. Dort wächst der Koreanische Zürgelbaum in Steppen und Trockenwäldern in 100 bis 1500 Metern Höhe auf frischen, schwach sauren bis schwach alkalischen, sandig-lehmigen bis lehmigen, mäßig nährstoffreichen Böden an sonnigen bis lichtschattigen Standorten. Die Art ist wärmeliebend und meist frosthart.

## Systematik
Der Koreanische Zürgelbaum (Celtis koraiensis) ist eine Art aus der Gattung der Zürgelbäume (Celtis). Die Gattung Celtis wird entweder der Familie der Hanfgewächse (Cannabaceae) oder der Familie der Ulmengewächse (Ulmaceae) zugeordnet. Die Art wurde 1909 von Nakai Takenoshin im Botanical Magazine, Tokyo erstbeschrieben.

## Verwendung
Das Holz des Koreanischen Zürgelbaums wird nur sehr selten wirtschaftlich genutzt.

## Nachweise